# Anum-Herba
Anum-Herba, o també Anum-Hirbi va ser un rei de Zalwar, en assiri Regne de Mama, i de Khashshum (Haššum).
Era contemporani de Zimri-Lim, rei de Mari, de Warsama de Kanesh i de Yarimlim, rei de Iamkhad, del que probablement n'era vassall. Durant el setè i vuitè any del seu regnat va conquerir Haššum, i aquesta ampliació del seu territori el va convertir en un rei independent, perquè els textos l'anomenen soci comercial del regne de Mama. És possible que encara fos rei en temps d'Anitta, rei de Kussara.
Warsama, rei de Kanesh, no va respectar un tractat que Inar, el seu pare, havia signat amb Anum-Herba. Va enviar un dels seus governadors vassalls que les fonts anomenen «l'home de Taisama», a conquerir territori de Mama, i va destruir algunes ciutats. Anum-Herba va enviar una carta a Warsama queixant-se de les incursions, i demanant que el rei controlés el seu vassall. Warsama va accedir a mantenir-lo controlat, però va exigir a Anum-Herba que controlés al seu torn a «l'home de Sibuha», el seu vassall, que atacava el regne Kanesh. Pel que sembla, els dos reis volien reobrir amb seguretat les rutes comercials que passaven pels seus territoris.